# Stari Vlah
Stari Vlah je povijesno i zemljopisno područje na jugozapadu Srbije. Obuhvaća oblasti sjeverno od rijeke Lim i istočno od Drine, u slivu Moravice i Uvca.
Na zapadu Stari Vlah graniči s Bosnom, na jugozapadu s Hercegovinom, na jugoistoku s Raškom, na zapadu sa Šumadijom, a na sjeveru s Kolubarskim upravni okrugom.
Stari Vlah je administrativno raspoređen u okvirima Zlatiborskog i Moravičkog okruga. Obuhvaća općine Priboj, Prijepolje, Novu Varoš, Čajetinu, Užice, Arilje i Ivanjicu, kao i dijelove općine Sjenica.
Stari Vlah je planinska regija, pa se stanovništvo bavi uglavnom stočarstvom. Otuda i vodi ime – vlah je bio naziv za stočara. Područje je bogato vodom. U regiji se razvija seoski turizam. Na Starom Vlahu se nalaze masivi Zlatibora i Zlatara. Oni određuju podjelu Starog Vlaha na Zlatiborski Stari Vlah (obuhvaća Zlatibor), Moravički Stari Vlah (obuhvaća sliv Moravice) i Zlatarski Stari Vlah (obuhvaća Zlatar).
Čitava ova oblast je bogata kulturno-povijesnom znamenitostima. Jedna od najpoznatijih je manastir Mileševa kod Prijepolja.

## Povijest
Šezdesetih godina 12. stoljeća Stefan Nemanja osniva srpsku državu Rašku koja je obuhvaćala Rašku oblast i južne dijelove Starog Vlaha (Priboj i Prijepolje – Zlatarski Stari Vlah). Sjeverni dijelovi Starog Vlaha (Zlatiborski i Moravički Stari Vlah) nalazili su se u posjedu župana Stracimira, a Nemanjinoj državi su pripojeni tek oko 1180. godine. Tada se prvi put spominje Stari Vlah, koji je bio jedna od administrativnih jedinica Raške. Kasnije je Raška podijeljena na župe, i na ovom prostoru ih je bilo nekoliko.
Dolaskom Turaka, sjeverni dijelovi Starog Vlaha, točno određeni današnjim južnim granicama općina Čajetine i Ivanjice pripadali su Smederevskom, a južni Novopazarskom sandžaku.
Danas pojam Sandžak označava teritorij bivšeg Novopazarskog sandžaka. Tu spadaju Raška oblast, dijelovi Stare Hercegovine kod Pljevalja i južni Stari Vlah (zlatarski i manji dijelovi zlatiborskog).